# Isis sur un char
Isis sur un char est un fragment de haut-relief en marbre découvert à Rome en 1930. 

## Découverte
Le fragment a été découvert en 1930 à Rome près du théâtre de Marcellus. Il a été daté, selon les auteurs, de la dynastie des Julio-Claudiens, du milieu du Ier siècle ou de l'époque d'Hadrien (117-138). 
Il est conservé au Centrale Montemartini au sein des Musées du Capitole de la ville de Rome (inventaire MC 2448). 
Ce fragment a été attribué au second arc de Claude sur la via Lata mais ce rattachement fait débat.

## Description
Le haut-relief fait apparaître le buste, le visage et les bras (dont l'un est brisé) d'une femme vêtue d'un manteau ample noué à l'avant, les bras nus et la tête, aux cheveux retombant sur les épaules, ornée d'un diadème. Le buste est orienté vers la droite, les bras tendus, tandis que le visage regarde vers la gauche.
La présence, dans la partie supérieure du fragment, de deux fleurs de plantes palustres a justifié l'identification de la figure féminine à Isis. Toutefois, l'interprétation varie selon les auteurs : 
- Isis frugifère, issue du sanctuaire d'Isis pour Serena Ensoli[1] ;
- Isis Pelagia, faisant l'objet d'un culte proche du Portus Tiberinus selon Filippo Coarelli[3].

Enfin, Eugenio La Rocca attribue ce fragment au second arc de Claude et en fait une Isis-Déméter, personnification de l'Egypte conduisant un char avec des serpents ailés. 

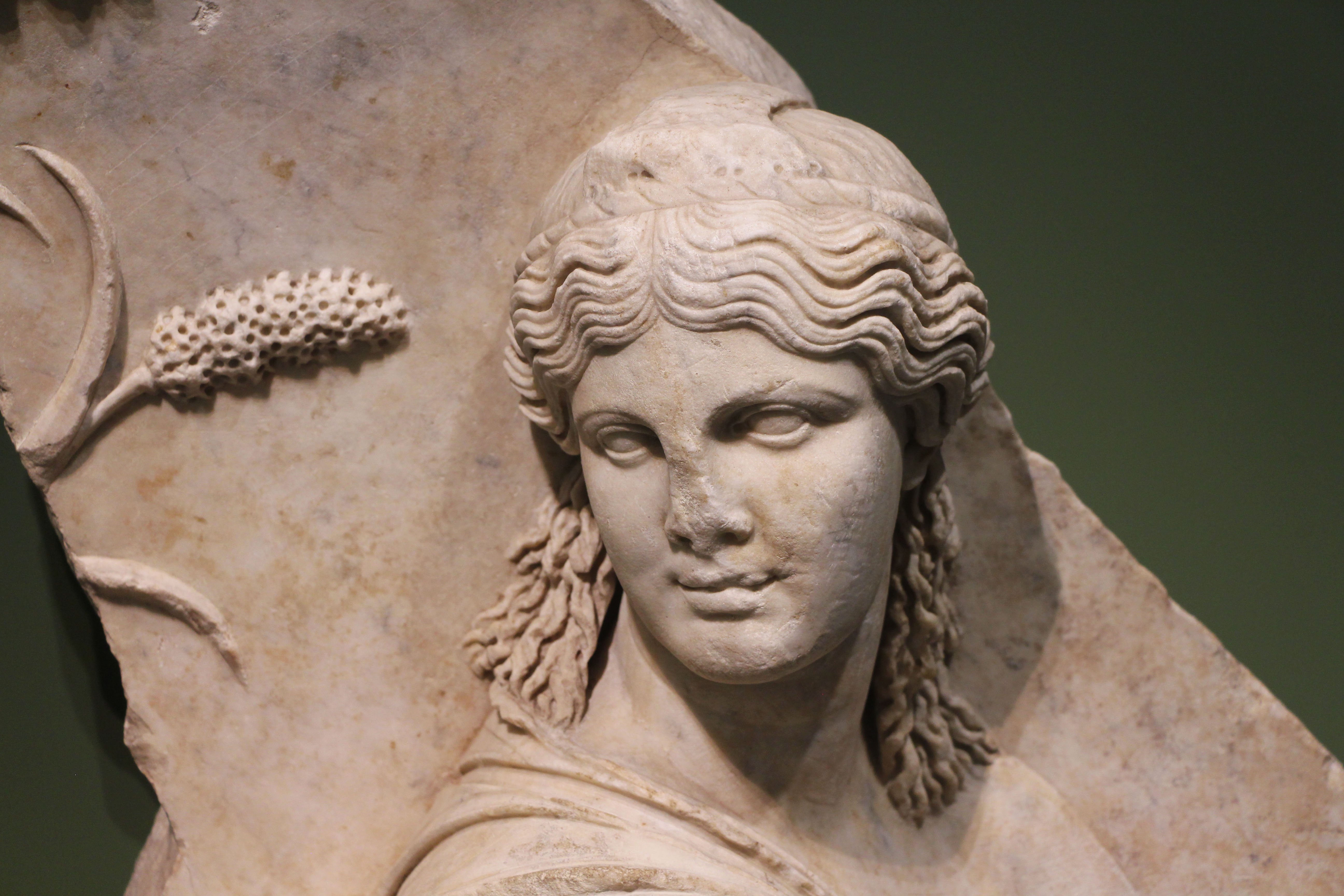
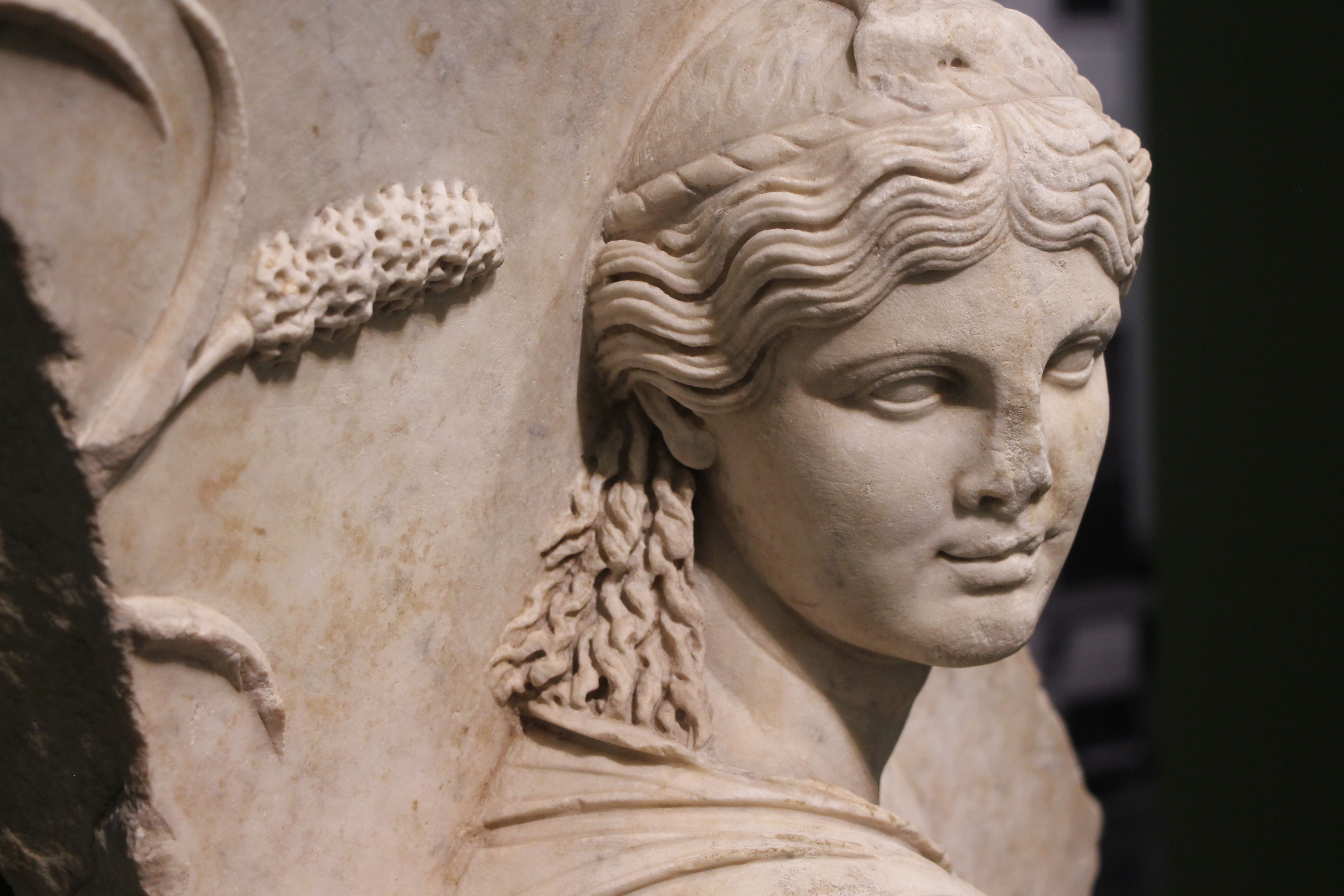
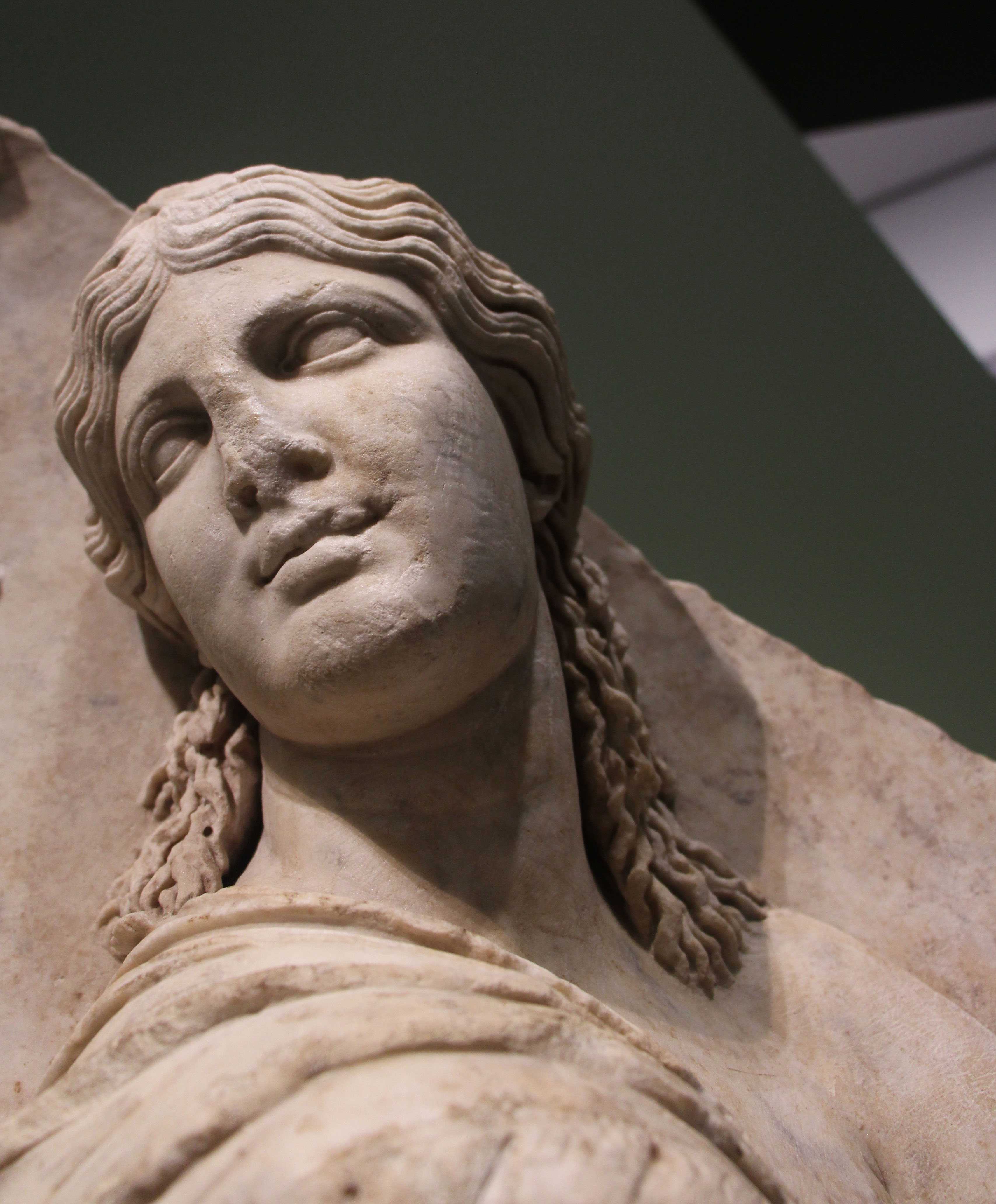
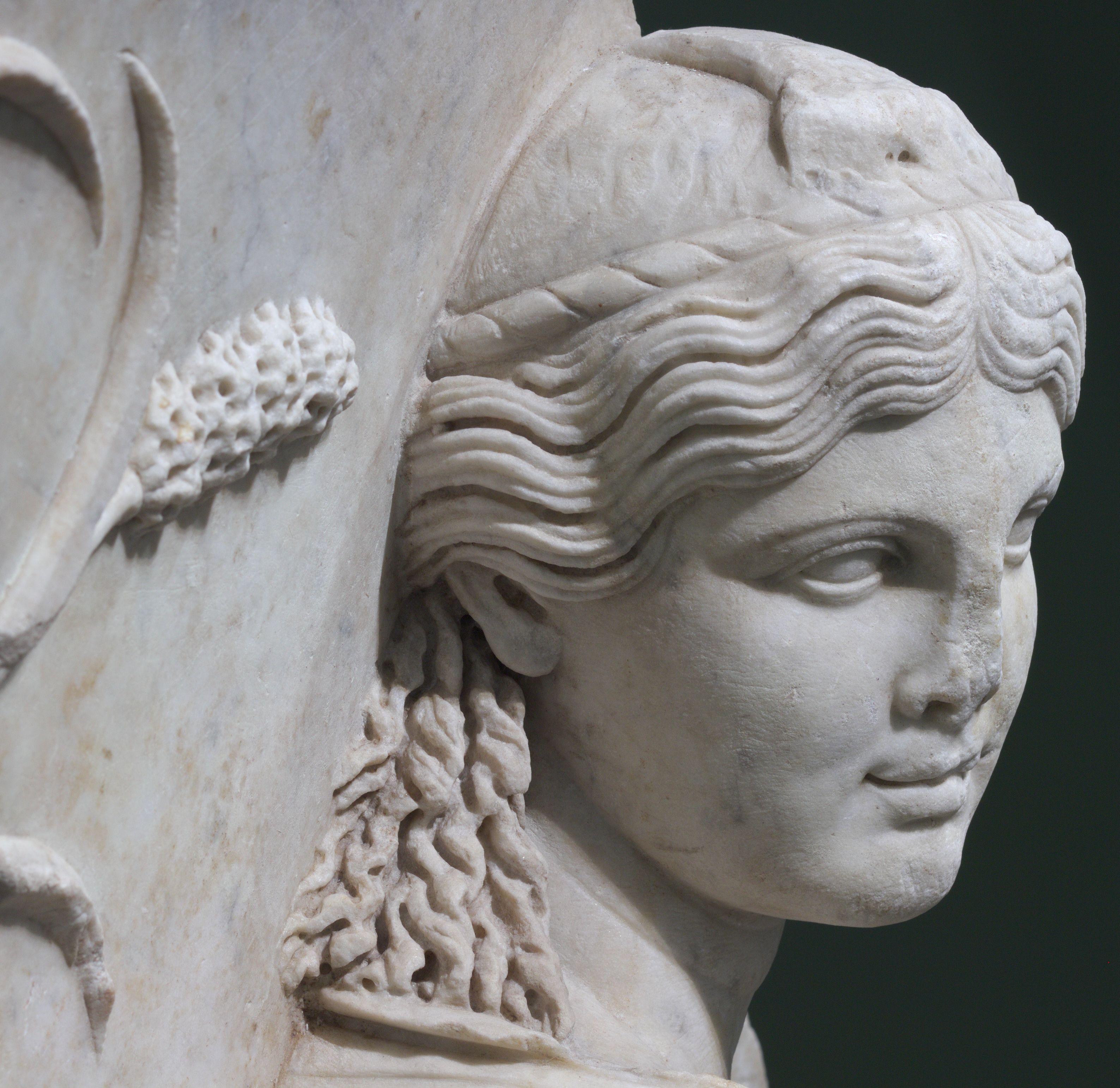

## Expositions
Ce relief a été présenté lors des expositions suivantes :
- exposition Iside : il mito, il mistero, la magia, Milan, Palazzo Reale, du 22 février au 1er juin 1997[5] ;
- exposition Claude, un empereur au destin singulier, de décembre 2018 à mars 2019 au Musée des Beaux-Arts de Lyon[4].